# Близка страна на Луната
Близката страна на Луната е частта от лунната повърхност, видима от Земята.

## Описание
Поради факта, че периодите на въртене на Луната около Земята и около оста си съвпадат, от Земята може да се наблюдава само едното полукълбо на Луната. Причината за това е действието на приливните сили на Земята върху нехомогенно разпределената маса на Луната.

## Релеф и повърхност
До 1959 г., когато далечната страна на Луната е фотографирана за първи път, селенографията се занимава само с видимата ѝ страна. Тъй като основните образувания на повърхността на Луната могат да се видят с невъоръжено око, нейното картографиране започва отдавна, като след изобретяването на телескопа през 17 век селенографията достига ново ниво. През 1651 г. италианският астроном Джовани Ричиоли дава имена много от обектите на лунната повърхност, много от които се използват и до днес.
От Земята могат да бъдат забелязани много образувания по повърхността на Луната - морета, кратери, планини, планински вериги, разломи и други.
Лунните морета представляват тъмни области, които са относително равни и са покрити с базалт (втвърдена лава).Те се делят на: морета, океани, езера, заливи и блата. На близката страна на Луната има много повече морета (21 морета, 1 океан и 16 езера), отколкото на обратната (2 морета и 3 езера).
Лунните кратери са преобладаващо следи от сблъсъци с метеорити. Повечето от кратерите са кръстени на известни изследователи като Тихо Брахе, Коперник и Птолемей. На обратната страна на Луната има повече кратери, отколкото на близката, където има 300 000 кратера с диаметър повече от километър и 234 кратера с диаметър повече от 100 км. На видимата страна на Луната се намира вторият по големина лунен кратер (след басейнът Южен полюс-Ейткън) - Морето на дъждовете, чийто диаметър варира между 1200 и 1300 км.
За разлика от тях, лунните континенти са региони, осеяни с много кратери. На лунните континенти има планински вериги, разположени предимно по „бреговете“ на моретата. Лунните планински вериги са кръстени на земни такива: Апенини, Кавказ, Алпи, Алтай.
Според данни, получени от спътници, и двете полукълба на Луната имат гравитационни аномалии. Ако на обратната страна отрицателните и положителните аномалии са разпръснати произволно, то на видимата част има главно големи положителни аномалии. Те се намират в рамките на някои от моретата и са причинени от гъстата лава, както и от издигането на плътни мантийни скали под басейните на моретата.
Според някои изследвания, лавовото покритие на моретата от видимата страна на Луната е много по-старо, отколкото на далечната, като разликата във възрастта им може да достигне половин милиард години.

## Позиция в земното небе
Точната ориентация на Луната в небето зависи от географската ширина на земния наблюдател и от позицията на спътника:
- В Арктика Луната се вижда на небето със северния полюс нагоре;
- В умерените северни ширини (Европа, Северна Америка, части от Азия и др.) Луната изгрява със североизточния си ръб (Морето на кризите) нагоре, вижда се със северния си полюс нагоре в момента на кулминацията си и залязва със северозападния си ръб (Морето на дъждовете) нагоре;
- В екваториалните ширини Луната изгрява с източния си ръб (Морето на изобилието) нагоре и залязва със западния си ръб (Океанът на бурите) нагоре;
- В умерените южни ширини Луната изгрява с югоизточния си ръб (Морето на нектарите) нагоре, видима е с южния си полюс нагоре в момента на кулминацията си и залязва с югозападния си ръб (Морето на влажността) нагоре;
- В Антарктида Луната се вижда с южния полюс нагоре.

## Преходни лунни явления
От древни времена на видимата страна на Луната се наблюдават различни преходни лунни явления, като към момента не всички са обяснени от науката.